# Palermo (Buenos Aires)

Lage von Palermo in Buenos Aires

Palermo ist ein Stadtteil im Nordosten der argentinischen Hauptstadt Buenos Aires. Er hat 225.970 Einwohner (Stand Zensus 2010) und ist der flächenmäßig größte Stadtteil mit 15,9 km². Die Bevölkerungsdichte beträgt 14.301 Einwohner pro km².
Palermo ist der einzige Stadtteil im Verwaltungsbezirk Comuna 14.
Palermo liegt am Ufer des Río de la Plata. Im Westen von Palermo liegt Colegiales, im Nordwesten Belgrano, im Osten Recoleta und im Süden Almagro und Villa Crespo.

## Geschichte
Der Name des Stadtteils soll von der noch existierenden Franziskaner-Abtei herrühren, die nach Benedikt von Palermo benannt wurde. Dieser lebte von 1526 bis 1589 und war ein Schutzheiliger von Palermo auf Sizilien. Alternativ wird erzählt, das Land des heutigen Stadtteils hätte im späten 16. Jahrhundert einem „Juan Domínguez Palermo“ gehört und nach diesem sei der Ort benannt.
Im 19. Jahrhundert gehörte ein großer Teil von Palermo Juan Manuel de Rosas, der dort ein Landhaus bewohnte. Nach seinem Sturz 1851 wurde sein Besitz konfisziert. Im letzten Drittel des 19. Jahrhunderts und besonders während der Regierung von Domingo Faustino Sarmiento wuchs der Stadtteil schnell an. Sarmiento war auch verantwortlich für die Anlage des Zoologischen Gartens und des Parque Tres de Febrero 1874 und für die Schaffung der Plaza Italia und den Bau des Hippodroms 1876. Hierzu wurde der ehemalige Besitz von Rosas genutzt.
Im 20. Jahrhundert kamen der Botanische Garten, der Aeroparque Jorge Newbery, zahlreiche Sportclubs, der Japanische Garten und das Galileo Galilei Planetarium hinzu.
Palermo wurde auch in einem Tango von Juan Villalba mit dem Titel: „¡Maldito seas, Palermo!“ besungen. Jedes Jahr am 25. Juni wird der Stadtteiltag begangen.

## Aufteilung

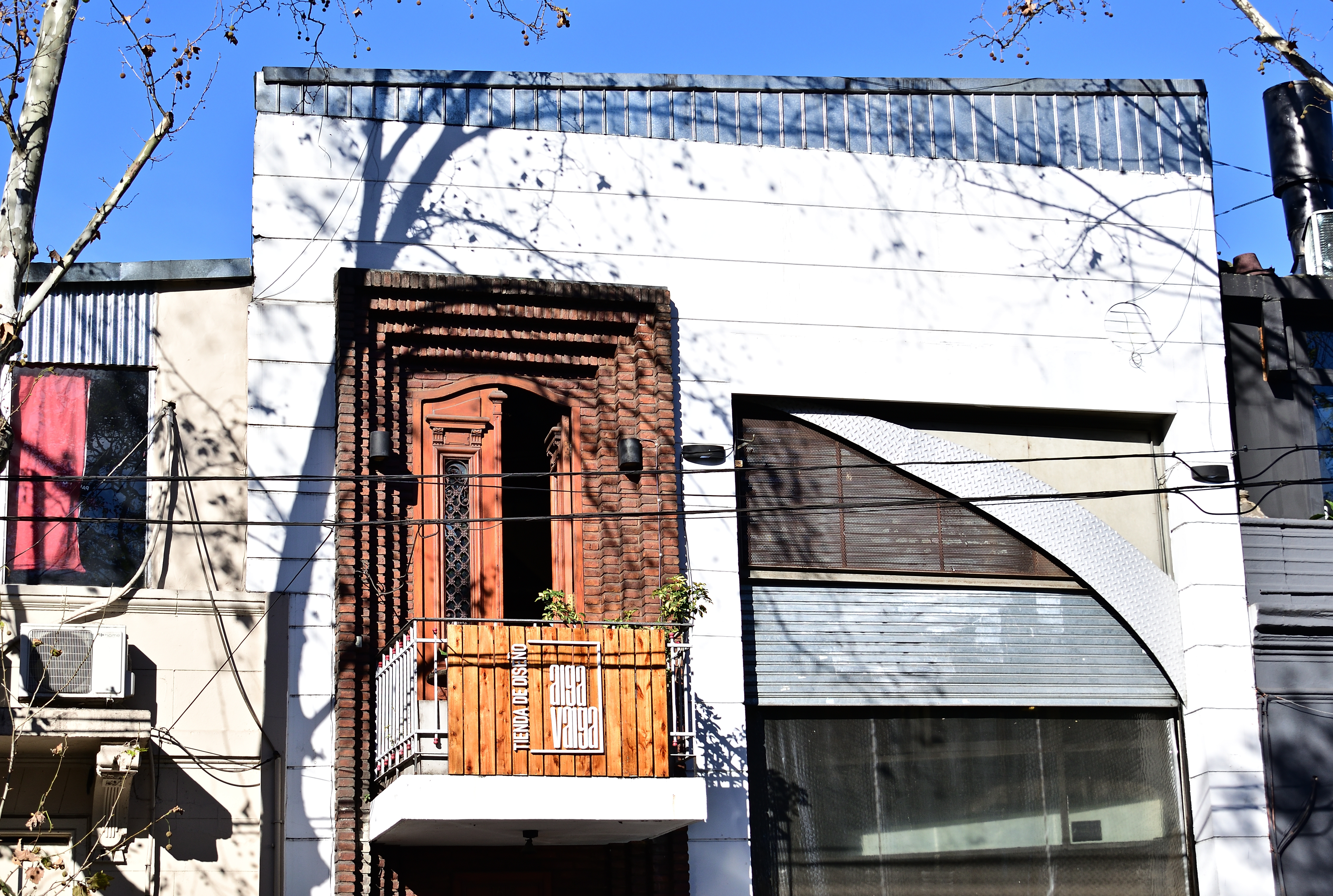
Modernes Haus – Plaza Serrano

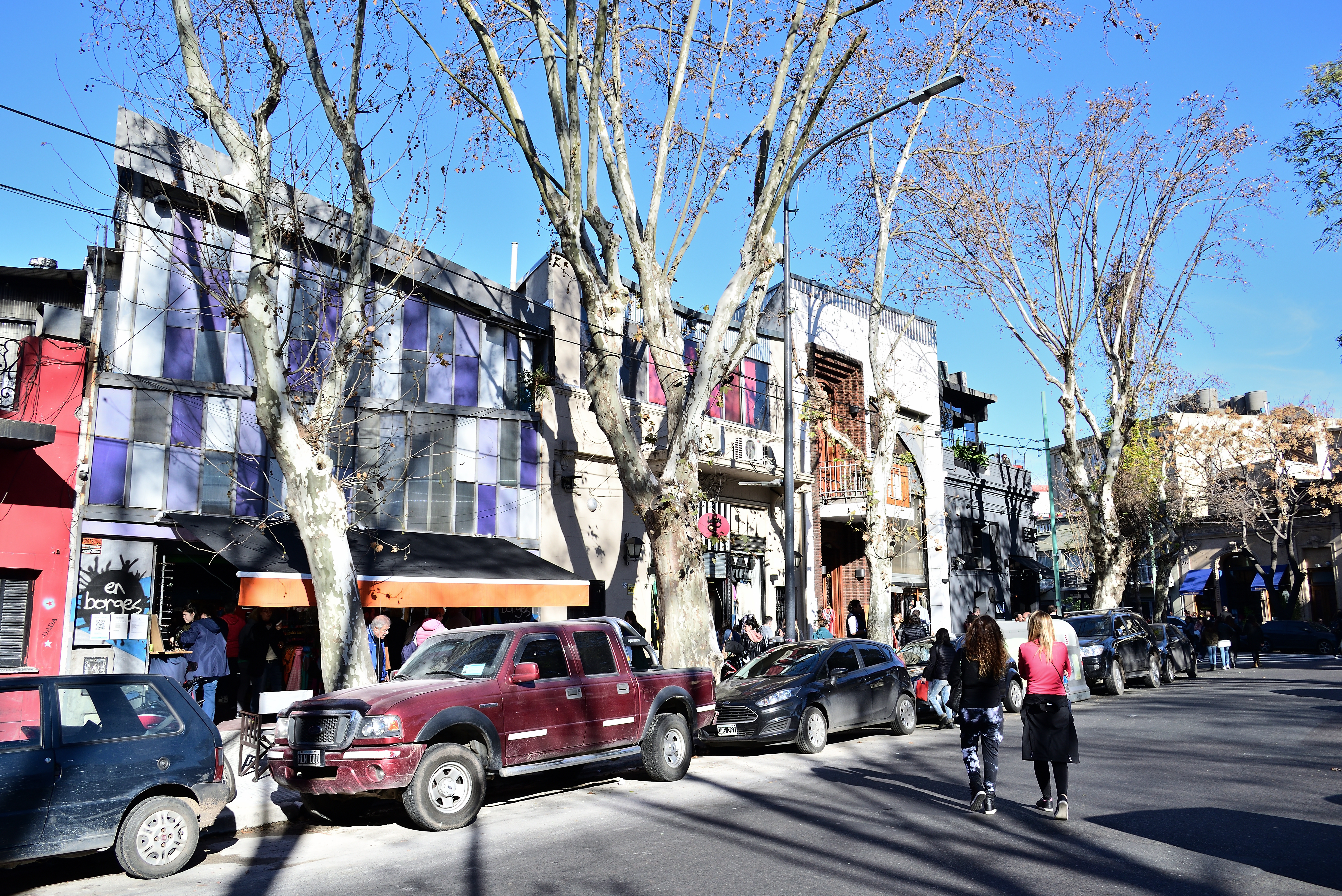
Straßenszene – Plaza Serrano

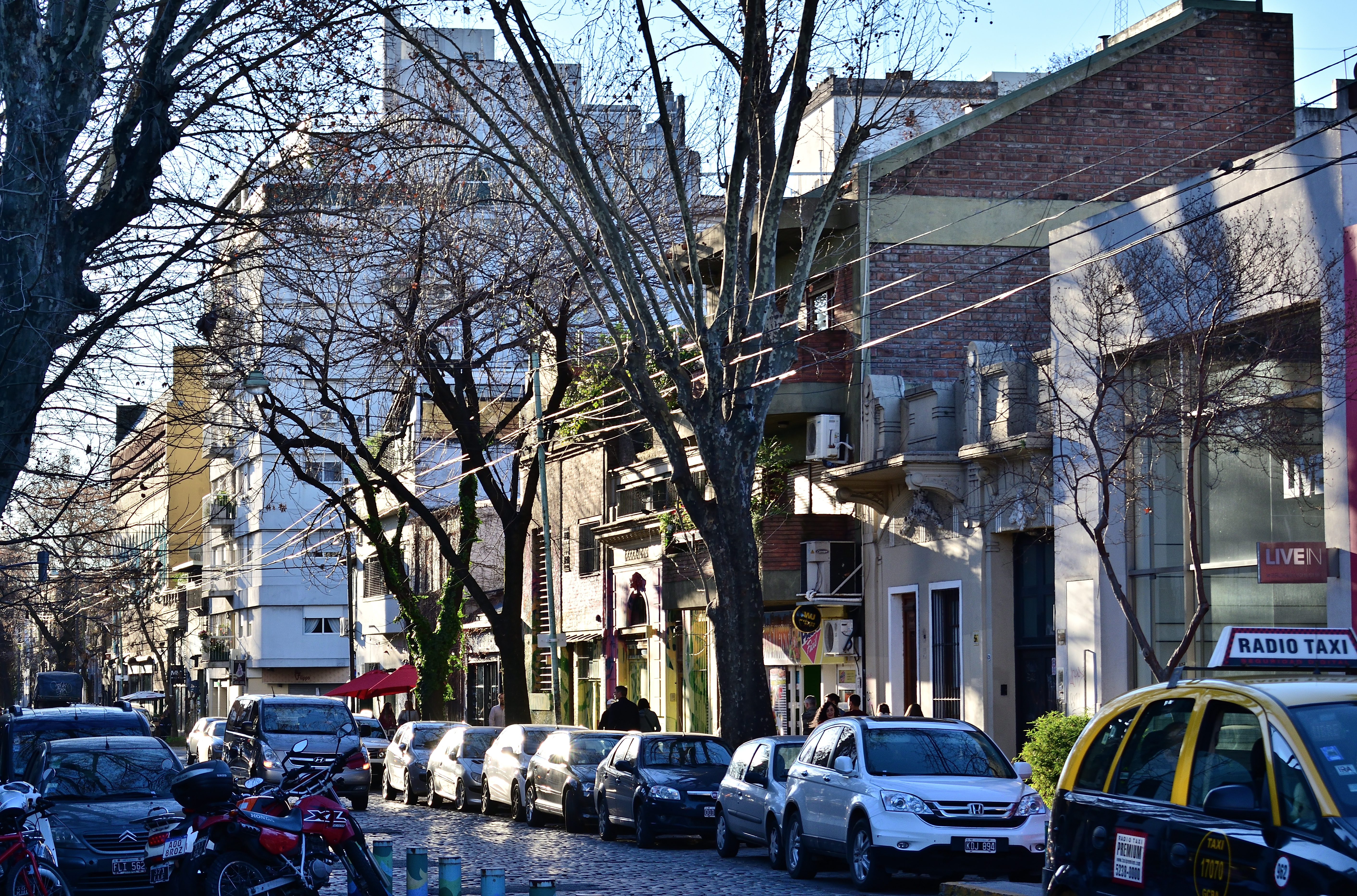
Soho: Esquina Costa Rica – Jorge Luis Borges

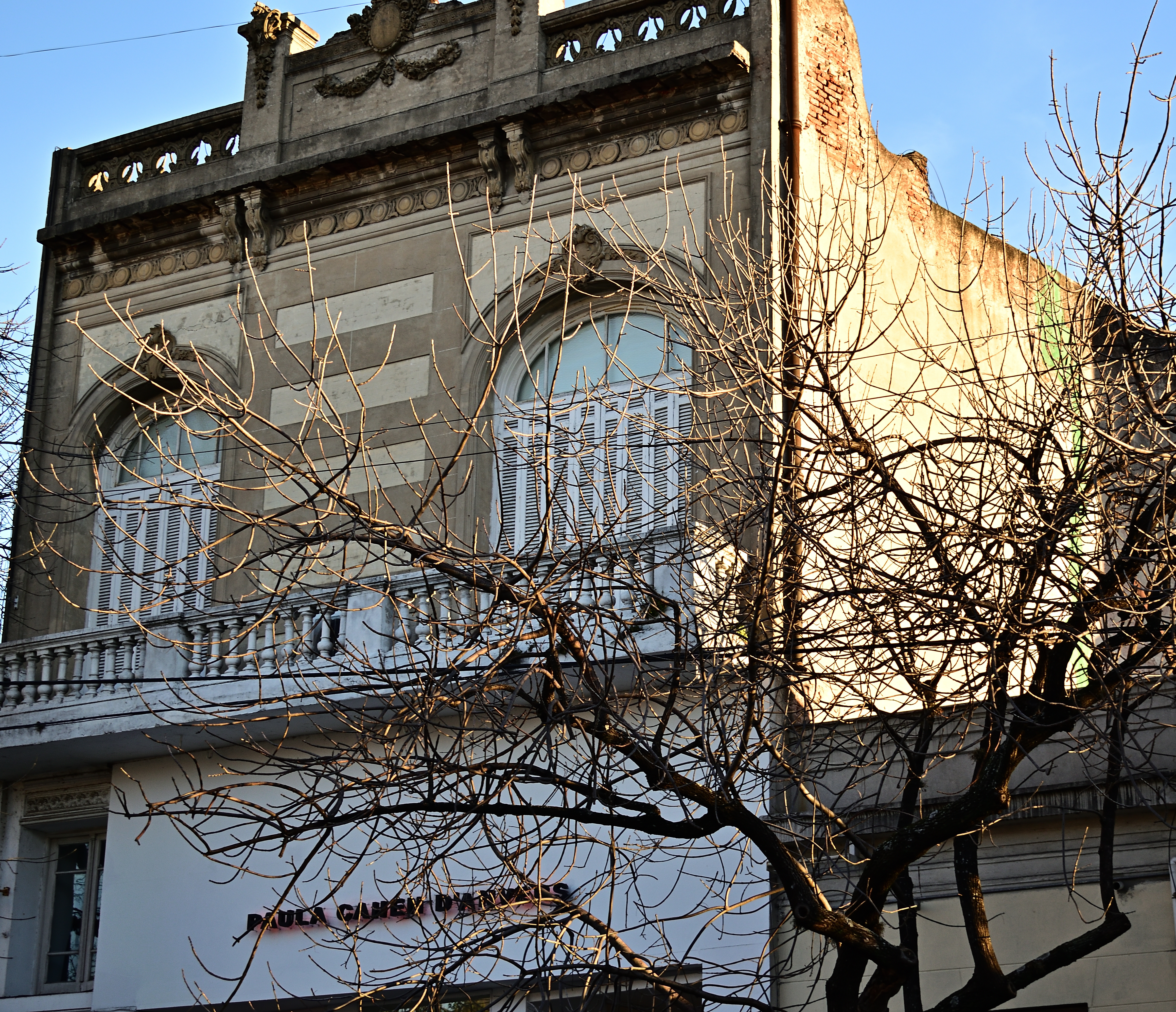
Historische Hausfassade in Palermo

Palermo ist in verschiedene inoffizielle „Unterstadtteile“ gegliedert, die alle ihr eigenes Gesicht haben und von denen einige hier vorgestellt werden.

### Alto Palermo und Villa Freud
Alto Palermo ist seit Anfang der 1990er Jahre die Haupt-Einkaufsgegend und Verkehrsknotenpunkt rund um die Avenida Santa Fe. Hier liegt, an der Grenze zu Recoleta, auch das Alto Palermo Einkaufszentrum, auf dessen Gelände bis dahin die Bierbrauerei Palermos stand. 1991 erhielten Architekten den Auftrag zur Planung des Shopping Centers. Im Rahmen seines Baus wurde das Stadtviertel zu einem großen Teil verändert. Auf dem Gebiet des heutigen Parque Las Heras befand sich bis in die 1960er Jahre eine staatliche Strafvollzugsanstalt. „Villa Freud“, um die Plaza Güemes herum, ist ein Wohngebiet, das seinen Namen der hohen Dichte an Psychoanalytikern und Psychiatern verdankt. 1997 wurde neben anderen U-Bahnhöfen auch der U-Bahnhof Bulnes wegen seiner 15,5 m × 1,8 m Wandmalerei zu einem historischen Denkmal (Monumentos y Lugares Históricos) erklärt. Dieses Wandgemälde wurde nach Skizzen von Àngel Guido, dem Vater Beatriz Guidos, verwirklicht. An der Plaza Güemes befindet sich die Basílica del Espíritu Santo, die im Allgemeinen La Guadalupe genannt wird, sowie eine katholische Schule mit gleichem Namen, die unter anderem der Komponist Enrique Santos Discépolo besuchte.

### Palermo Viejo
Der älteste Teil von Palermo erstreckt sich südlich der Avenida Santa Fe Richtung Avenida Córdoba und von der Avenida Dorrego Richtung Osten zur Avenida Coronel Díaz. Der Mittelpunkt ist die Plaza Palermo Viejo. Die Gebäude sind oft im „spanischen Stil“ erbaut, teilweise mit modernen Elementen. Bekannte Persönlichkeiten wie Jorge Luis Borges und Che Guevara lebten einst hier. Borges’ Gedicht „Fundación mítica de Buenos Aires“ erwähnt einen Platz in der Nähe seines Elternhauses, jetzt eine touristische Sehenswürdigkeit. Zu seiner Zeit kamen die Einwohner von Palermo Viejo aus Polen, Armenien, der Ukraine, dem Libanon, aus Spanien und Italien. Sie alle brachten ihre Traditionen mit, die sich in den Restaurants, den Kirchen, Schulen und Kulturzentren widerspiegelte.

### Palermo Soho
Palermo Soho ist ein kleiner Teil von Viejo im Südwesten um die Plazoleta Cortázar herum. Die traditionell niedrigen Häuser wurden oftmals in Boutiquen, Restaurants und Bars umgewandelt. Die Atmosphäre kann als „Alternativ“ und „Boheme“ beschrieben werden, was diese Gegend beliebt bei jüngeren Argentiniern der oberen Mittelschicht und ausländischen Touristen macht.

### Palermo Hollywood
Um 1995 herum zogen Fernseh- und Film-Produzenten in die Gegend um die Avenidas Córdoba, Santa Fe, Dorrego und Juan B. Justo in Palermo Viejo. Seitdem wird die Ecke als „Palermo Hollywood“ bezeichnet. Heute ist Hollywood bekannt für seine hohe Dichte an Restaurants, Clubs, Cafés und sein aktives Nachtleben.

### Palermo Chico und Barrio Parque
„Palermo Chico“ (deutsch: „kleines Palermo“) ist ein Wohnviertel der Oberschicht am nordöstlichen Ende zwischen der San Martín de Tours-Straße und der Tagle-Straße. Hier befindet sich auch das „Museo de Arte Decorativo“.
Barrio Parque war ursprünglich eine Villengegend mit kurvenreichen Straßen. Viele dieser Häuser wurden von Carlos Thays entworfen und standen zum Teil auf parkähnlichen Grundstücken. Heute sind hier auch luxuriöse Wohntürme und Apartmenthäuser zu sehen. Barrio Parque gilt mit 13 ausländischen Botschaften als das Botschaftsviertel. Das MALBA, das Museum für Lateinamerikanische Kunst, liegt an der Avenida Figueroa Alcorta zwischen Barrio Parque und dem „Paseo Alcorta-Einkaufszentrum“.

### Las Cañitas
Im frühen 20. Jahrhundert war Las Cañitas bekannt für seine Mietskasernen. Mittlerweile ist es eine gehobene Gegend mit Hochhäusern, Restaurants und Bars, die besonders von jungen Porteños (= Einwohner von Buenos Aires) besucht werden. In Las Cañitas steht auch das Campo Argentino de Polo, wo jedes Jahr im November die Offene Argentinische Polo-Meisterschaft stattfindet.

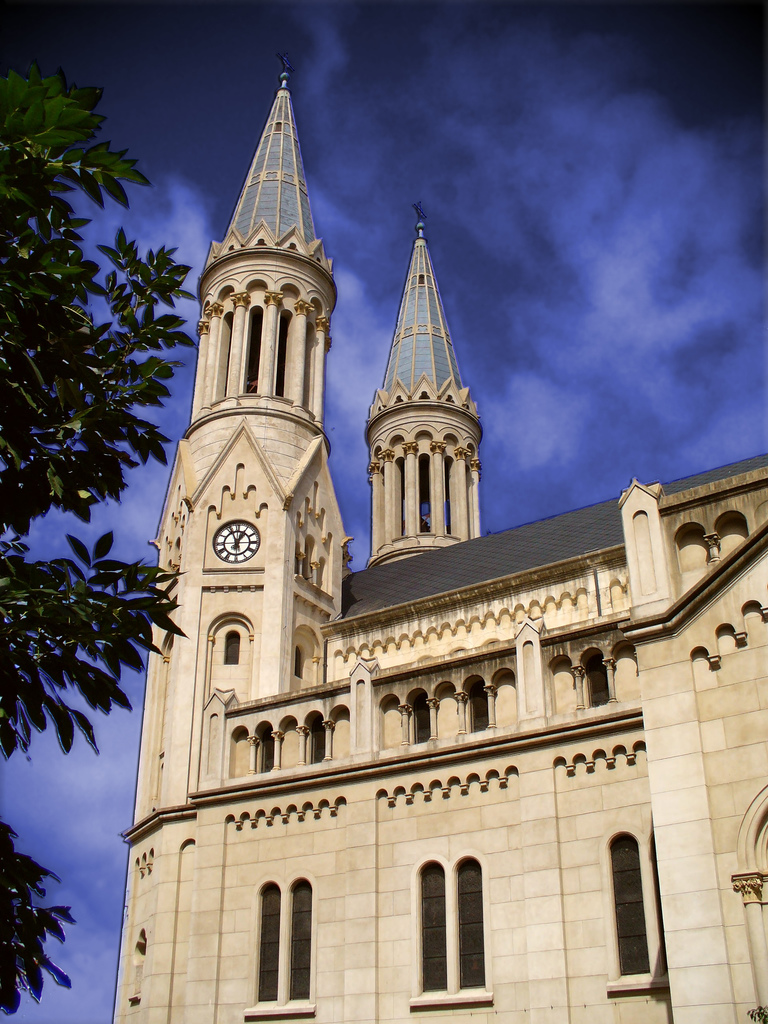
Parroquia Nuestra Señora de Guadalupe
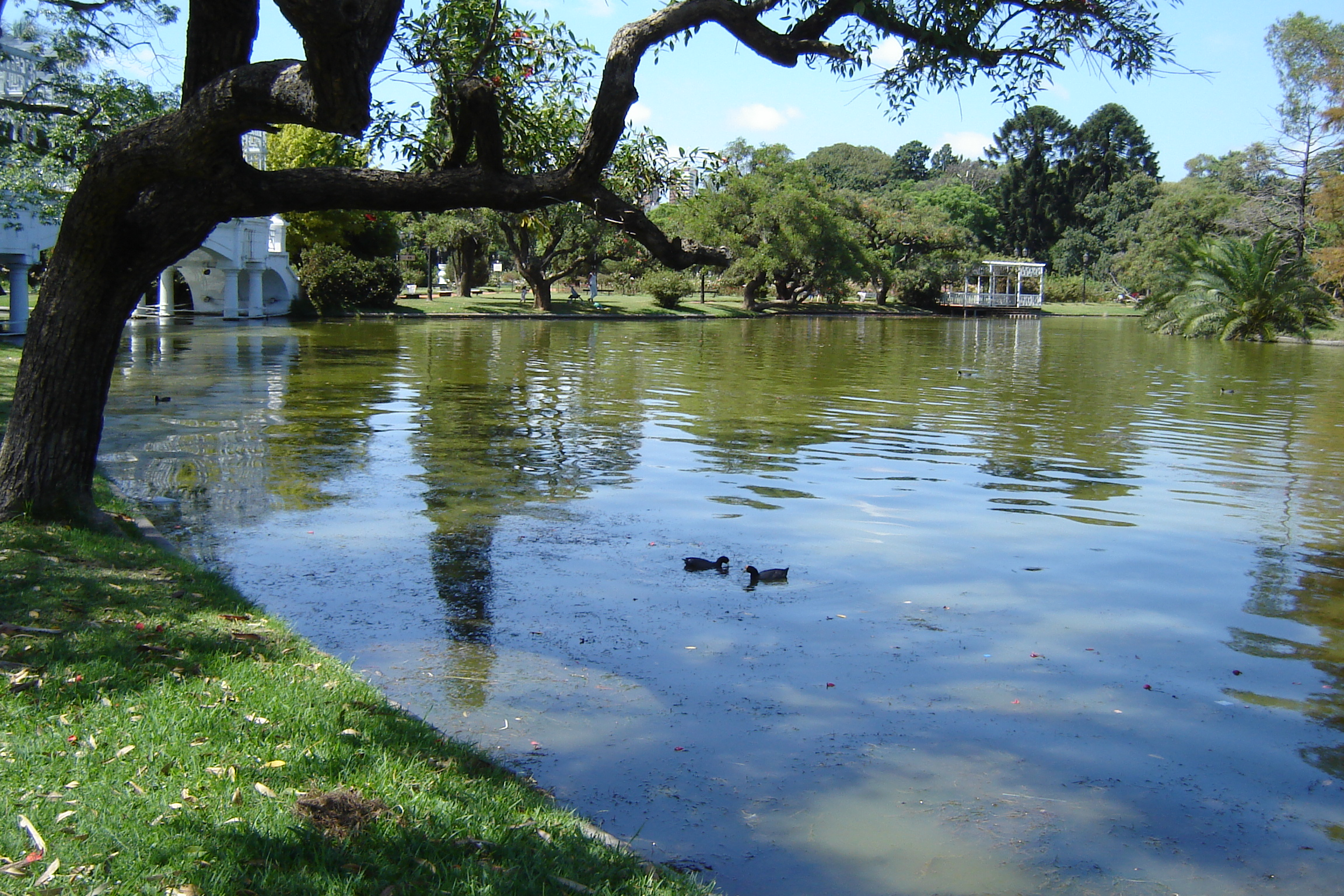
Bosques de Palermo
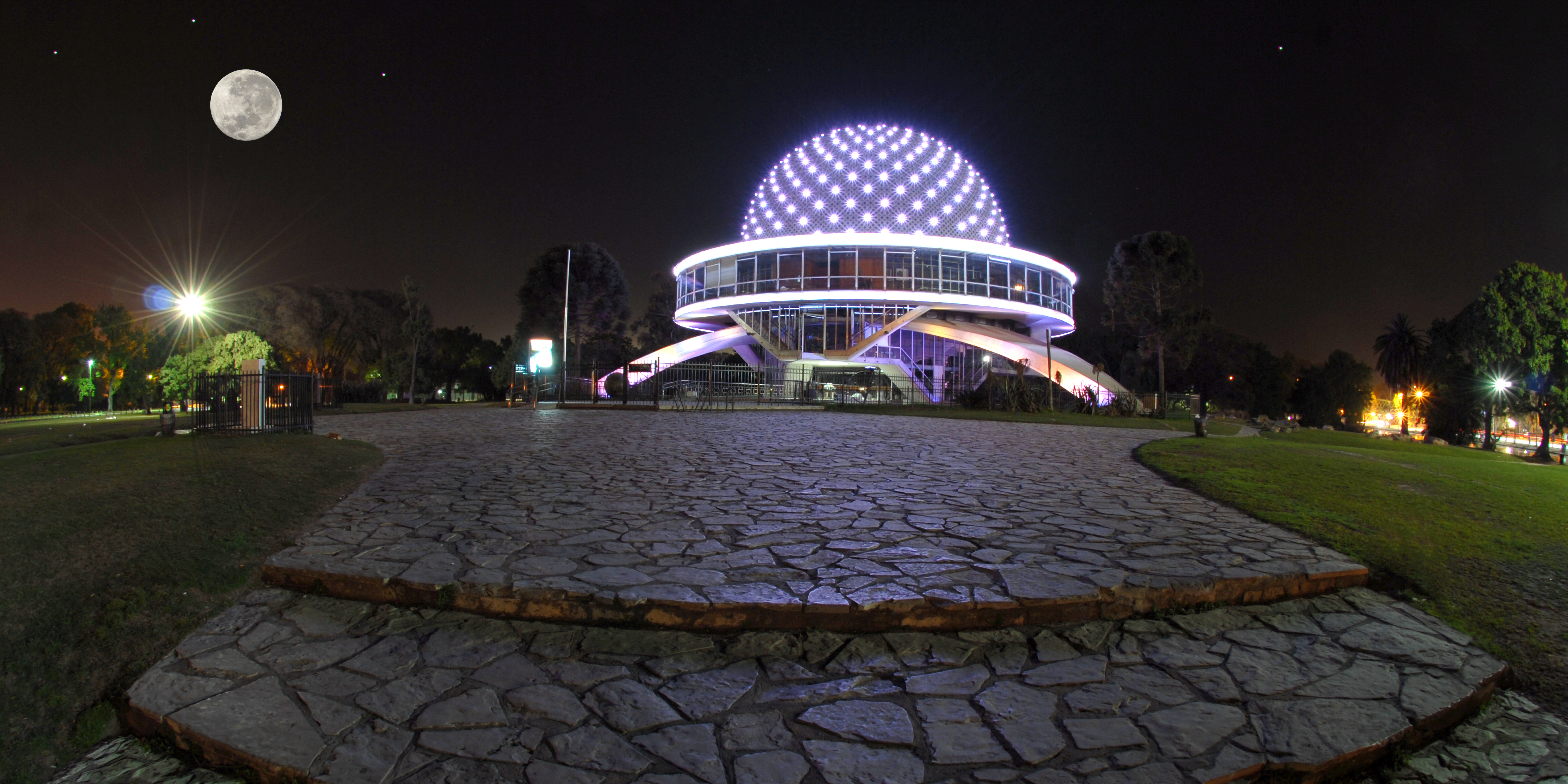
Planetario Galileo Galilei
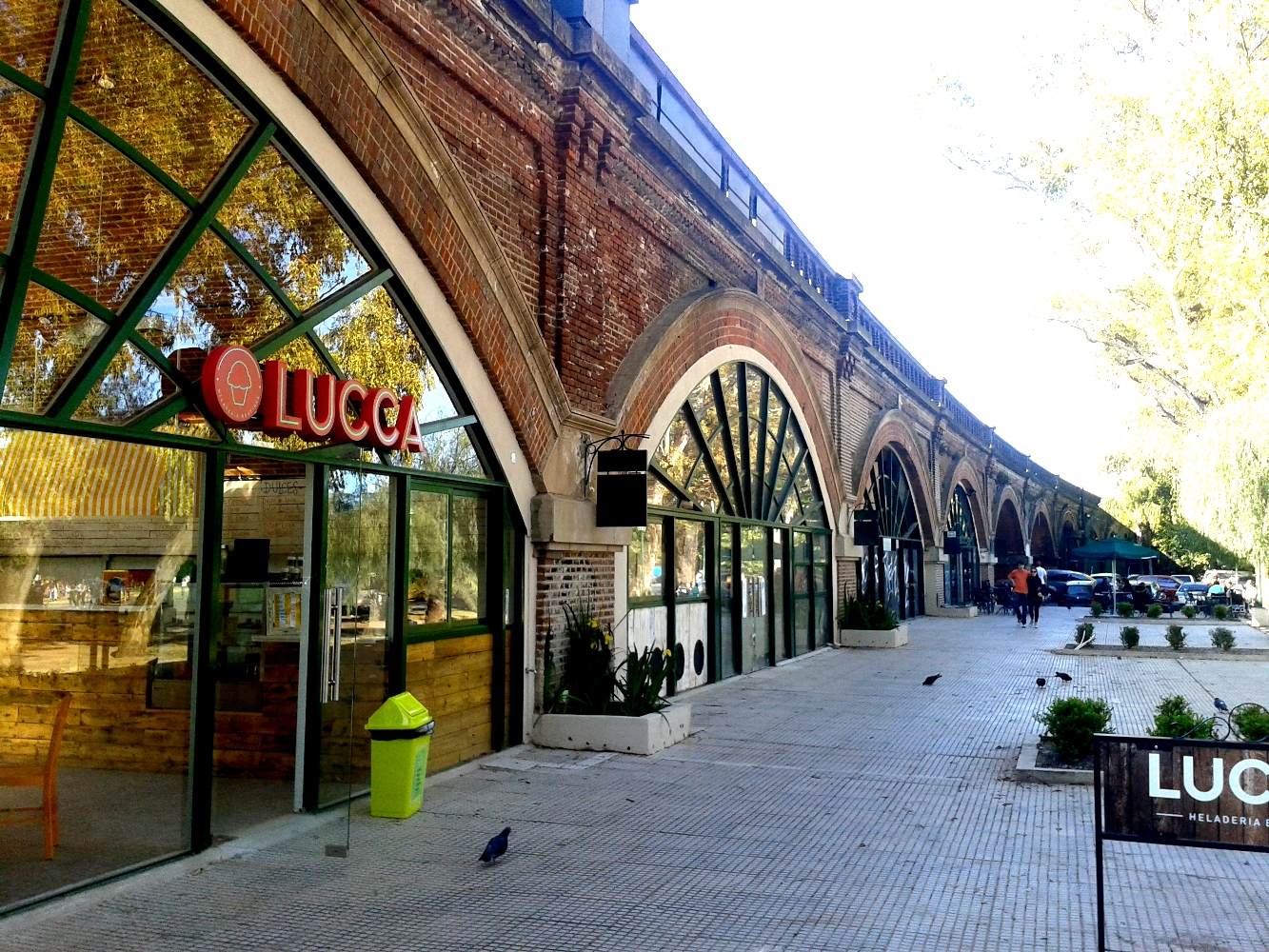
Paseo de la Infanta

## Sehenswürdigkeiten
- Buenos Aires Lawn Tennis Club, Austragungsort des Copa Telmex
- Botanischer Garten
- Parque Tres de Febrero, auch „Bosques de Palermo“ genannt (Park)
- Japanischer Garten (einer der größten japanischen Gärten außerhalb Japans)
- Zoo von Buenos Aires
- Aeroparque Jorge Newbery
- Campo Argentino de Polo und Hipódromo Argentino de Palermo
- das MALBA, das Museum der Dekorativen Künste und diverse andere Museen
- Plaza Italia und Plaza Cortazár
- das Planetarium Galileo Galilei
- das Ausstellungsgelände La Rural
- Centro Islámico Rey Fahd (Islamisches Kulturzentrum)
- Häuser von Carlos Thays
- Milongas, darunter der Salon Canning, die Viruta und Villa Malcolm
- Club der Fischer am Ufer des Río de la Plata.